# Joki
Joki é um filme de drama finlandês de 2001 dirigido e escrito por Jarmo Lampela. Foi selecionado como representante da Finlândia à edição do Oscar 2002, organizada pela Academia de Artes e Ciências Cinematográficas.

## Elenco
- Sanna Hietala - Anni
- Antti Ikkala
- Jyri Ojansivu